# Epístola aos Gálatas
A Epístola aos Gálatas, geralmente referida apenas como Gálatas, é o nono livro do Novo Testamento da Bíblia, e provavelmente a primeira carta que o apóstolo Paulo redigiu aos cristãos. Era endereçada inicialmente às igrejas da Galácia, uma região que na época era habitada por um grupo étnico de origem celta, localizada na região central da atual Turquia.
A Epístola aos Gálatas exerceu enorme influência na história do Cristianismo, no desenvolvimento da teologia cristã e no estudo do Apóstolo Paulo.

## Autor
O apostolo Paulo é o autor da carta aos Gálatas (1.1). Ele menciona um grupo de colaboradores que teve alguma participação no envio da carta (1.2), mas o estilo e a teologia da mesma demonstram que Paulo foi o autor imediato. Desde o século XVIII, alguns estudiosos têm considerado a carta como sendo pseudônima (isto é, que o nome de "Paulo" foi usado por outro autor desconhecido), mas os seus argumentos são geralmente considerados infundados ou sem base. (Bíblia de Estudo de Genebra. São Paulo e Barueri, Cultura Cristã e Sociedade Bíblica do Brasil, 1999. 1728 p.).

## Estrutura
A Tradução Brasileira da Bíblia organiza os capítulos da seguinte maneira:
Capítulo 1
- versículos 1-5 - Prefácio e saudação
- versículos 6-17 - A inconstância dos gálatas. Paulo defende a sua autoridade
- versículos 18-24 - Paulo visita Jerusalém, Síria e Cilícia

Capítulo 2
- versículos 1-10 - A autoridade de Paulo é reconhecida em Jerusalém
- versículos 11-21 - Paulo repreende a Pedro. O homem justificado pela fé em Cristo Jesus

Capítulo 3
- versículos 1-14 - A Lei é impotente para salvar. O justo viverá da fé
- versículos 15-22 - A Lei não pode invalidar as promessas
- versículos 23-29 - A Lei é pedagogo para nos conduzir a Cristo

Capítulo 4
- versículos 1-7 - Não somos mais escravos, mas filhos
- versículos 8-11 - Os ritos exteriores sem valor
- versículos 12-20 - Paulo está perplexo
- versículos 21-31 - Sara e Agar são uma alegoria das duas alianças

Capítulo 5
- versículos 1-12 - Na observância da Lei não há lugar para Cristo
- versículos 13-15 - A liberdade é limitada pelo amor
- versículos 16-26 - As obras da carne e o fruto do Espírito

Capítulo 6
- versículos 1-5 - Devemos mostrar simpatia para com os que caem
- versículos 6-10 - O que o homem semear, isso também ceifará
- versículos 11-16 - Paulo gloria-se na cruz de Cristo
- versículos 17-18 - A bênção

## Contexto Histórico
Há dúvidas com relação a data em que a epístola foi escrita. A hipótese mais comum é de que ela teria sido escrita no ano de 49 D.C., após o retorno do apóstolo Paulo de sua primeira viagem missionária, quando ele permaneceu por um tempo em Antioquia. Durante essa viagem Paulo passou pelas cidades de Antioquia da Pisídia, Icônio, Listra e Derbe, todas localizadas na província da Galácia.
Outra hipótese é de que ela poderia ter sido escrita por volta dos anos de 55-60 D.C., durante a terceira viagem missionária, logo após Paulo ter escrito a Epístola aos Romanos, devido a semelhança entre as duas cartas. 

## Conteúdo
Seu propósito era combater os "judaizantes" (judeus que afirmam que os gentios para serem salvos, tinham que ser circuncidados e guardar todas as leis de Moisés). A epístola é uma defesa da doutrina da justificação pela fé, contém advertências contra a reversão ao judaísmo e onde há a reivindicação do apostolado de Paulo. Há também indícios do combate à prática da mitologia celta originária dos ancestrais do povo Gálata, como observação de solstícios, equinócios, e divindades elementais (gálatas 4: 8-10).
Esta carta tem sido chamada de A carta magna da igreja por alguns escritores. Seu principal argumento é a defesa da liberdade cristã em oposição ao ensino dos judaizantes. Os mestres judaizantes insistiam que a observância das cerimônias da lei era parte essencial do plano de salvação.
Na parte pessoal é semelhante a II Coríntios, onde Paulo conta sua conversão, defende o seu apostolado, denuncia os falsos mestres etc. Já na parte doutrinária e prática é semelhante à Epístola aos Romanos – defende a justificação pela fé em Jesus Cristo, explica a função da lei e ensina sobre a santificação.